# Wijken en buurten in Gilze en Rijen
De Nederlandse gemeente Gilze en Rijen is voor statistische doeleinden onderverdeeld in wijken en buurten. De gemeente is verdeeld in de volgende statistische wijken:
- Wijk 00 Rijen (CBS-wijkcode:078400)
- Wijk 01 Gilze (CBS-wijkcode:078401)
- Wijk 02 Molenschot (CBS-wijkcode:078402)
- Wijk 03 Hulten (CBS-wijkcode:078403)

Een statistische wijk kan bestaan uit meerdere buurten. Onderstaande tabel geeft de buurtindeling met kentallen volgens het Centraal Bureau voor de Statistiek (2008):
| CBS-buurtcode | Buurtnaam                    | Inwonertal | Opp. totaal (ha) | Opp. land (ha) | Ligging                |
| ------------- | ---------------------------- | ---------- | ---------------- | -------------- | ---------------------- |
| BU07840000    | Rijen                        | 16090      | 401              | 400            | Locatie in de gemeente |
| BU07840007    | Bedrijventerrein Haansberg   | 80         | 98               | 98             | Locatie in de gemeente |
| BU07840009    | Verspreide huizen Rijen      | 290        | 1434             | 1434           | Locatie in de gemeente |
| BU07840100    | Gilze                        | 6080       | 180              | 170            | Locatie in de gemeente |
| BU07840107    | Bedrijventerrein Broekakkers | 130        | 58               | 58             | Locatie in de gemeente |
| BU07840109    | Verspreide huizen Gilze      | 1290       | 2134             | 2131           | Locatie in de gemeente |
| BU07840200    | Molenschot                   | 650        | 89               | 89             | Locatie in de gemeente |
| BU07840209    | Verspreide huizen Molenschot | 720        | 1669             | 1669           | Locatie in de gemeente |
| BU07840300    | Hulten                       | 160        | 27               | 27             | Locatie in de gemeente |
| BU07840309    | Verspreide huizen Hulten     | 160        | 478              | 475            | Locatie in de gemeente |